# Тернуватка (Глеюватська сільська громада)
Тернува́тка — село в Україні, у Глеюватській сільській громаді Криворізького району Дніпропетровської області.
Населення — 132 мешканці.

## Географія
Село Тернуватка знаходиться на правому березі річки Інгулець, вище за течією на відстані 3 км розташоване село Іскрівка Олександрійського району, нижче за течією на відстані 3,5 км розташоване село Раєво-Олександрівка, на протилежному березі — село Недайвода.

## Населення

### Мова
Розподіл населення за рідною мовою за даними перепису 2001 року:
| Мова       | Відсоток |
| ---------- | -------- |
| українська | 91,7 %   |
| російська  | 8,3 %    |